# جوان جينينغز
جوان جينينغز (بالإنجليزية: Jo Jennings) هي منافسة ألعاب القوى بريطانية، ولدت في 20 سبتمبر 1969.

## وصلات خارجية
- جوان جينينغز على موقع الاتحاد الدولي لألعاب القوى (الإنجليزية)
- جوان جينينغز على موقع أوليمبيديا (الإنجليزية)
- جوان جينينغز على موقع اللجنة الأولمبية البريطانية (الإنجليزية)